# Kolizej, Ljubljana
Palača Kolizej (po navadi le Kolizej; nemško Coliseum) je nekdanja večstilna (neogotska, neorenesančna in neoklasicistična arhitektura), večnadstropna in večnamenska zgradba (kolizej), ki je bila zasnovana kot vojašnica, poslovni in stanovanjski objekt ter se je nahajala na Gosposvetski cesti 13 v Ljubljani. Palača je ime dobila po Vespazijanovem rimskem Koloseju.
Ob izgraditvi je bil Kolizej največji objekt v Ljubljani. Leta 2011, ko je bil Kolizej porušen, je bil zadnji obstoječi kolizej od štirih zgrajenih v prvi polovici 19. stoletja v času Avstrijskega cesarstva. To je bil tudi edini še ohranjeni primer romantične umetnosti na prehodu iz bidermajerja v historizem.

## Zgodovina
Zaradi vse večjega pomena Ljubljane kot tranzitnega mesta in potreb po nastanitvi vojaštva na poti preko Ljubljane je leta 1844 graški tovarnar in arhitekt Josef Benedict Withalm ljubljanskemu mestnemu svetu predlagal, da na svoje stroške zgradi poslopje za namestitev vojaških enot; t. i. tranzitno vojašnico (Transenal-Kaserne). Withalm je za osnovo vzel graški Kolizej, ki ga je tudi sam zasnoval in imel v lasti. Mestnemu svetu je predlagal, da ustanovi Zavod za zavarovanje vojaških namestitev (nemško Militär-Einquartirungs-Assecuranz-Anstallt), ki bi zbiral namestitveno zavarovanje od meščanov, ki so bili dolžni nameščati vojake v lastnih objektih. Zavezati pa se je moral tudi, da bo uredil vrt, oskrbovalno skladišče, mestni park, zimsko jahalno šolo in restavracijo. Mesto mu je tako podarilo bivšo gramozno jamo izven mesta, kjer so 31. maja 1845 postavili štiri temeljne kamne; to so storili grof Welsperg (namestnik deželnega glavarja), grof Wolfgang Liehtenberg (predstavnik kranjskih deželnih stanov), Franc Langer (kresijski komisar) in Janez Nepomuk Hradecky (župan Ljubljane).
Gradnja objekta, ki je ležal na območju katastrske in politične Občine Spodnja Šiška, je potekala do leta 1848. Že leta 1846 pa je bilo na voljo 21 sob in po eno šest-, dvo- in trisobno stanovanje, vsako z delom zelenjavnega vrta, hleva in remize. Istega leta so v poslopju ustanovili še jahalno šolo, dogradili gostilniške prostore, vrt in plesno dvorano. 20. decembra 1847 je poslopje zajel požar in ga močno poškodoval; poškodovani so bili predvsem leseni notranji deli, tako da so ga že čez 10 dni ponovno odprli za javnost. Nadaljevala se je gradnja, tako da so marca 1848 zgradili vojaške hleve in maja istega leta še Dvorano slavnih meščanov. Tega leta je Withalm oddal v najem kavarno, ki je obsegala dve biljardni sobi, dve igralnici, dve damski sobi, dolg zastekljen hodnik, arkadni hodnik, kuhinjo, klet, dve veliki bivalni sobi, okrasni vrt in dve terasi; vsaka je lahko sprejela 1500 ljudi. Ob zaključeni gradnji je objekt, ki je imel nad pritličjem v jami dve, v stranskih traktih pa tri nadstropja, skupaj z zunanjimi površinami obsegal okoli 15.000 bruto kvadratnih metrov. V objektu je bilo 126 sob za vojake, pivnica, kavarna, pekarna, jahalnica ter dve večji dvorani, segajoči v vse etaže. Objekt je bil dolg 121,5 m in širok 28,9 m. V pritličju je bilo za 1156 kvadratnih klafter obokanega prostora, namenjenih za oskrbo vojakov. Zgornja tri nadstropja so imela šest manjših dvoran, namenjenih za nastanitev navadnih vojakov in 126 individualnih sob, namenjenih častnikom. Notranjost Kolizeja je poslikal Adalbert Uetz, diplomant dunajske akademije. Tega leta (1849) pa je v Ljubljano prišla tudi železnica in Withalm je organiziral omnibus, ki je dvakrat dnevno peljal med Kolizejem in Železniško postajo Ljubljana.
Po smrti Withalma leta 1865 je Kolizej prišel v last njegovega sina Victorja Withalma. 22. januarja 1886 je Kranjski deželni zbor Občini Spodnja Šiška odvzel parcele, na katerih so se nahajali grad Tivoli, Rudolfinum, vile Mayer, Cambiaggio in Vollheim ter Kolizej, in jih dodelil mestu Ljubljana. Že pred tem pa je država postavila večji vojaški objekt, Kadetnico v Mariboru; dokončali so jo leta 1856.
Z gradnjo novih vojašnic v Ljubljani (Topniška vojašnica: 1860, Belgijska vojašnica: 1882-95, Domobranska vojašnica: 1891-99) je Kolizej izgubljal pomembnost za vojaški transport, tako da so bivše vojaške prostore pričeli oddajati stanovalcem, obrtnikom in trgovcem. V ljubljanskem potresu leta 1895 je bila zgradba poškodovana, tako da je bilo potrebno delno rušenje. Tako so v 19. stoletju bili v Kolizeju vozniška šola, trgovina z moko, branjarija, mesnica, vinoteka, žganjarija ... Leta 1906 je Withalm prodal Kolizej podjetju Gebruder Dedhendi, Malusa & Co., slednje pa je leto 1921 prodala zgradbo družini Heinrichar. Ta je obdržala zgradbo vse do leta 1961, ko je bila nacionalizirana, čeprav se je pričela nacionalizacija že leta 1945. Do leta 1960 je bila zgradba še dobro vzdrževana, saj so jo naseljevali predvojni stanovalci; z nacionalizacijo pa so v zgradbo naselili delavske družine in pripadnike nižjih slojev, ki niso vzdrževali objekta, tako da je do leta 1986 bivanje postalo skoraj nemogoče. Leta 1993 je bil Kolizej denacionaliziran in razglašen za kulturni spomenik lokalnega pomena.

### Rušitev objekta
Marca 1995 se je del Kolizeja zaradi podrtja enega nosilnih stebrov porušil. Razlog, da se je sesula tretjina strehe objekta, pri čemer so umrli trije ljudje, so bili samovoljni gradbeni posegi v objektu s strani upravnika; stanovalci so upravnika o nastalih razpokah večkrat opozorili, a se dela kljub temu niso ustavila. Streho so samo zasilno zakrpali. Do leta 2006 so se iz zgradbe odselili vsi stalni stanovalci, nato pa je zgradba postala zatočišče za brezdomce in narkomane. Leta 2003 so dediči prodali zgradbo Kranjski investicijski družbi oz. Jožetu Anderliču, ki si je od nakupa naprej prizadeval zgradbo porušiti in zgraditi nov Kolizej z visoko stolpnico. Slednje so mu začasno preprečili septembra 2005, ko je takratni kulturni minister Vasko Simoniti Kolizej začasno razglasil za kulturni spomenik državnega pomena. Zaradi tega je Anderlič hotel maja 2008 prodati zgradbo za 22,5 milijona evrov, a ni našel kupca. Simonitijeva naslednica, Majda Širca, je leta 2009 podpisala kulturno-varstveno soglasje za raziskavo in odstranitev kulturnega spomenika. Pri tem se je Anderlič zavezal, da bo ohranil pomembne arhitekturne elemente zgradbe ter v skladu z izravnalnim ukrepom namenil osrednji prostor nove zgradbe kulturnim dejavnostim. 10. avgusta 2011 se je pričelo rušenje Kolizeja, kljub nasprotovanju Mednarodnega sveta za spomenike in spomeniška območja (ICOMOS), Slovenskega umetnostnozgodovinskega društva in Zveze ekoloških gibanj Slovenije. Rušenje so podprli Zoran Janković (župan Ljubljane), Peter Krečič (direktor Arhitekturnega muzeja Ljubljana), Mitja Rotovnik (direktor Cankarjevega doma) in številni drugi. Leta 2021 je minister za kulturo Vasko Simoniti odobril plačilo odškodnine kot nadomestilo za nikoli zgrajeno kulturno dvorano. Območje bodo pozidali z novimi stanovanjskimi objekti.

## Fotogalerija
- Kolizej, pogled proti Hotelu Lev
- Pozidana okna
- Dostop ni bil povsod mogoč
- Kolizej in njegove sobe
- Lepo urejene sobe
- Kolizej in narkomani
- Kolizej v času rušenja

## Zanimivosti
Leta 1845, še v času gradnje, je France Prešeren pisal o Kolizeju v dveh kiticah Nebeške procesije:
Reče zídat' koloseum;

tam Ljubljančani vsi vprek 

peli bodo mu »Te Deum!«

da se bo razlegal jek.

Koloseum pot k nebésam

bo zazídal kršen'cam;

trl bo v njem se um s kolésam,

nova Sódoma bo tam.